# Ивент-анализ
Ивент-анализ (от англ. event «событие») — событийный метод исследования. Например, исследование политической реальности, которое заключается в систематическом формализованном представлении взаимодействий между политическими акторами в рамках определённой шкалы. Как правило, метод применяется для анализа динамики взаимодействий определённых факторов с точки зрения роста и снижения уровня напряжённости между ними, а в качестве источников информации обычно применяются сообщения средств массовой информации.

## Возникновение метода
Данный метод является одним из немногих, которые сформировались исключительно в рамках политической науки, зародившись в 1960-е годы в рамках её направления, связанного с изучением международных отношений.
Основоположником ивент-анализа как метода исследования процессов в сфере политики стал Ч. Маклеланд. Системное изложение метода представлено автором в работе "Event-Interaction Analysis in the Setting of Quantitative International Relations Research" (Анализ событий-взаимодействий в рамках количественного исследования международных отношений), опубликованной в 1967 году. 
Становление метода происходило в условиях бихевиоралистской революции в политологии, когда на первый план стали выдвигаться строгие количественные методы исследований, использующих формализованные эмпирические данные. 
Развитие метода во многом связано с именем американского политолога, социолога и историка Ч. Тилли, который сфокусировал свою исследовательскую деятельность на измерении частоты и уровня интенсивности событий. 

## Применение метода ивент-анализа

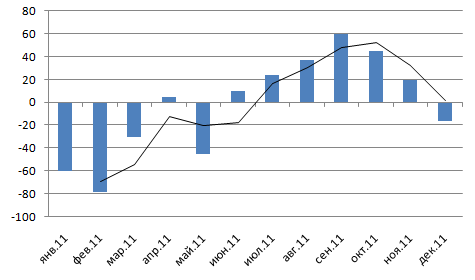
Простейший пример визуализации данных собранных с помощью метода ивент-анализа: Действия политической партии А по отношению к партии Б в течение года, где значению -80 соответствуют попытки нормативно запретить существование партии Б, а значению +60 - стремление сформировать коалицию двух партий.

Применение метода ивент-анализа в политологических исследованиях предполагает осуществление работы в рамках нескольких взаимосвязанных этапов: 
1. Во-первых, необходимо сформировать базу данных, включающую в себя самую разнообразную информацию об исследуемом процессе в целом, и о составляющих его содержание событиях в частности, на основе каких-либо материалов СМИ, официальных отчётов, статистических данных и прочих источников, отобранных на основе критериев релевантности и надёжности информации.
2. Затем производится обработка отобранной на предыдущем этапе информации, направленная на её сортировку в соответствии с целями соответствующего исследования. Маклеланд предложил осуществление обработки на основе четырёх параметров:
  1. оценка сюжета (предполагает ответ на вопрос: "что происходит?");
  2. оценка субъекта-инициатора (преследует ответ на вопрос: "кто инициатор?");
  3. оценка объекта (то есть ответ на вопрос: "по отношению к кому?");
  4. оценка времени события (ответ на вопрос: "когда?").
3. Далее осуществляется подсчёт результатов. С этой целью формируются бланки и карты количественных показателей, которые в дальнейшем подсчитываются, а полученные данные переводятся в качественные характеристики.
4. На четвёртом этапе проводятся аналитические сравнения полученных показателей для чего применяются разнообразные математические и статистические методы (корреляционный анализ, кластерный анализ и т.д.).
5. Затем осуществляется верификация полученных результатов, которая, в случае успешного подтверждения результатов, предшествует формированию итоговых заключений.